# Chris Whitten
Chris Whitten, född 26 mars 1959, är en brittisk trummis och studiomusiker.
Han är bland annat känd som trummis under Dire Straits sista turné för albumet On Every Street mellan 1991 och 1992, där han tillsammans med Danny Cummings på slagverk var delaktiga i soundet som varade under turnén, något mer anpassat för större arenor.
Två år tidigare hade han medverkat på Paul McCartneys album Flowers in the Dirt.
Whitten har också spelat med artister som Tom Jones, Johnny Cash, The Pretenders, ABC och The The.